# Onna White
Onna White (Inverness, 24 marzo 1922 – 8 aprile 2005) è stata una coreografa e ballerina canadese.

## Biografia
Nata nella Nuova Scozia, ha cominciato a ballare all'età di 12 anni e dopo gli studi ha lavorato nel balletto di San Francisco. Ha debuttato a Broadway nel 1947. Fino al 1956 ha collaborato con Michael Kidd in varie produzioni anche cinematografiche. Dopo il 1956 ha intrapreso la carriera di coreografa 
Dal 1948 al 1959 è stata sposata con Larry Douglas.
Per otto volte è stata inserita tra le nomination del Tony Award alla migliore coreografia (1958, 1959, 1960, 1961, 1965, 1966, 1968 e 1977), senza tuttavia mai vincere.
Nel 1969 è stata insignita dell'Oscar onorario per il suo lavoro in Oliver!.

## Spettacoli teatrali
The Music Man, regia di Morton Da Costa (Broadway, 19 dicembre 1957 - 15 aprile 1961)

## Coreografie nel cinema
- 1962 - Capobanda
- 1963 - Ciao ciao Birdie
- 1963 - Oliver!
- 1972 - Il grande valzer
- 1972 - 1776
- 1977 - Elliot, il drago invisibile